# Elbiku
Koordinaten: 59° 10′ N, 23° 32′ O
Elbiku (schwedisch Ölbäck, deutsch Elbeck) ist ein Dorf (estnisch küla) in der Landgemeinde Lääne-Nigula (bis 2017: Landgemeinde Noarootsi) im Kreis Lääne in Estland.

## Beschreibung
Der Ort hat 29 Einwohner (Stand 31. Dezember 2011). Er liegt 24 Kilometer nördlich der Landkreishauptstadt Haapsalu.
Der Ort wurde erstmals 1539 unter dem Namen Elbeke urkundlich erwähnt. Der Ortsname ist heute wieder offiziell zweisprachig estnisch und schwedisch, da das Dorf bis zur Umsiedlung im Zuge des Zweiten Weltkriegs zum traditionellen Siedlungsgebiet der Estlandschweden gehörte.
Westlich des Dorfkerns erstreckt sich die Ostsee mit zahlreichen Badestränden. Dort befindet sich auch das Feriendorf Roosta (Roosta puhkeküla) mit seinem großen Seilgarten.